# 大正期新興美術運動
大正期新興美術運動（たいしょうきしんこうびじゅつうんどう）とは、海外の美術動向（特に未来派とダダ）の強い影響のもと、大正期（1910年代後半から1920年代前半。ただし、主として、1920年代前半）に興った前衛的な美術運動のこと。美術史家五十殿利治により提唱された用語。

## 概要
1910年代までに洋画界の中心となったのはフランス印象派の影響を受けた東京美術学校の黒田清輝らアカデミー派であり、文部省美術展覧会（文展）がその舞台であった。これに対抗し、ヒュウザン会（1912年）、二科会（1914年）など在野の団体による活動が見られた。第一次世界大戦が終わると、ヨーロッパへ留学する美術家も多くなり、フォービズム、キュビスム、表現主義などヨーロッパにおける新たな潮流が、同時代的に日本にもたらされる状況となった。
1920年、未来派の影響を受けて「未来派美術協会」が結成された。さらにこうした動向に大きな刺激を与えたのは、ロシアの未来派や構成主義の作家の来日、及び村山知義のドイツからの帰国（1923年）である。
前者はロシア未来派の作家ブリュリュック（ブリュリューク、ブルリューク）とパリモフの来日（1920年）と、構成主義の作家ブブノワの来日（1922年）である。
当時の運動の担い手として、具体的には次のようなグループが挙げられる。
- 未来派美術協会（1920年結成）…普門暁、木下秀一郎、柳瀬正夢、尾形亀之助、大浦周蔵、浅野孟府ら
- アクション（1922年結成）…古賀春江、神原泰、中川紀元、岡本唐貴、矢部友衛、吉田謙吉、浅野孟府、中原実、横山潤之助、吉邨二郎ら
- MAVO（1923年結成）…柳瀬正夢、村山知義、尾形亀之助、大浦周蔵、門脇晋郎で結成。他、岡田達夫、加藤正雄、高見沢路直、戸田達雄、矢橋公麿、牧寿雄
- 第一作家同盟（DSD）（1922年6月末結成）…メンバー34名で五団体が結集、太田聴雨、小林三季、佐藤日梵、松島肇、吉川青草、真野満（以上、青樹社）、村雲毅一、荒木留吉、田中一良、玉村善之助（以上、高原会）、高木長葉、山内神斧、池田耕一、森谷南人子、西村陀宙、鳥居道枝（以上、蒼空邦画会）、小林源太郎、水島爾保布（以上、行樹社）、船崎光次郎、松田操、榎本三朗（以上、赤人社）

1924年10月、これらのグループは大同団結し、『三科造形美術協会』（三科）となる。しかし翌1925年には瓦解し、その後、1925年の『造形』（浅野、神原、岡本、矢部、吉田、吉邨、作野金之助、吉原義彦、斎藤敬治、飛鳥哲雄、牧島貞一ら）、1926年の『単位三科』（中原、大浦、仲田定之助、岡村蚊象（山口文象ら）などのグループが生れた。（「劇場の三科」は、『三科』によるもの（1925年）と、『単位三科』によるもの（1927年）とがある。）
大正期新興美術運動はMAVOから三科結成の時期をピークとして解体し、プロレタリア美術運動などに分裂した。
1. プロレタリア美術へ（柳瀬正夢、岡本唐貴など）
2. 演劇、詩、評論、文学等、美術以外の分野へ（村山知義、神原泰など）
3. シュルレアリスムへ（古賀春江、中原実、中川紀元など）

## 用語
「大正期新興美術運動」という名称は、五十殿利治の大著『大正期新興美術運動の研究』（初版1995年）により、強く提唱された。従来から、日本においても「1920年代の美術」というとらえ方（1920年代の主として前衛的な美術動向をすべてまとめるとらえ方）が主張されているが、「大正期新興美術運動」というとらえ方は、この「1920年代の美術」に対する次の批判を内包している。
1. 「1920年代」という時期に、必然的な意味がないこと（必ずしも、1920年から1929年で、きちんと区分されているわけではない）
2. この時期の美術動向を、その美術系統などをまったく顧慮せずに、単に一緒にしただけであること。